# Pyrrhidium
Pyrrhidium is een kevergeslacht uit de familie van de boktorren (Cerambycidae). De wetenschappelijke naam van het geslacht werd voor het eerst geldig gepubliceerd in 1864 door Fairmaire.

## Soorten
Pyrrhidium is monotypisch en omvat slechts de volgende soort:
- Pyrrhidium sanguineum (Linnaeus, 1758)